# نزدیکتر بیا
نزدیکتر بیا فیلمی به کارگردانی مجید اسماعیلی و تهیه‌کنندگی سید روح‌الله حجازی محصول سال ۱۳۸۸ است.

## خلاصه داستان
قصه فیلم «نزدیکتر بیا» روایتگر داستان زندگی سربازیست که در پاسگاهی واقع در شمال کشور خدمت می‌کند. وی شیفته دختری به نام حیران می‌شود که در روستای مجاور پاسگاه زندگی می‌کند و معلم مدرسه‌ای در نزدیکی پاسگاه است و…

## بازیگران
- یوسف خداپرست
- محمد کاسبی
- سیروس همتی
- مهسا پرورده
- همایون محمودزاده

## نمایش
فیلم «نزدیکتر بیا» نمایش در شبکه‌های مختلف تلویزیونی

## جوایز و افتخارات
فیلم بلند تلویزیونی نزدیکتر بیا بهمن ماه سال ۸۸ از شبکه یک سیما پخش و بعنوان بهترین تله فیلم تلویزیونی با مخاطب بالا انتخاب شد.